# Calicophoron calicophorum
Calicophoron calicophorum är en plattmaskart som först beskrevs av Fischoeder 1901.  Calicophoron calicophorum ingår i släktet Calicophoron och familjen Paramphistomatidae. Inga underarter finns listade i Catalogue of Life.